# Гелешиц, Лукаш
Лукаш Гелешиц (чеш. Lukáš Helešic; род. 29 января 1996, Вальтице) — чешский гребец, выступающий за сборную Чехии по академической гребле с 2013 года. Победитель и призёр этапов Кубка мира, первенств национального значения, участник летних Олимпийских игр в Рио-де-Жанейро.

## Биография
Лукаш Гелешиц родился 29 января 1996 года в городе Вальтице. Проходил подготовку в Праге в столичном гребном клубе «Дукла».
Впервые заявил о себе в академической гребле на международном уровне в сезоне 2013 года, когда вошёл в состав чешской национальной сборной и выступил на юниорском мировом первенстве в Тракае, где в зачёте распашных безрульных двоек стал пятым. Год спустя в той же дисциплине одержал победу на юниорском мировом первенстве в Гамбурге и выиграл серебряную медаль на юношеских Олимпийских играх в Нанкине.
Начиная с 2015 года выступал среди взрослых спортсменов, в частности дебютировал в Кубке мира, в безрульных двойках финишировал четвёртым на чемпионате Европы в Познани.
В 2016 году был четвёртым на чемпионате Европы в Бранденбурге, превзошёл всех соперников на Европейской и финальной олимпийской квалификационной регате FISA — тем самым удостоился права защищать честь страны на летних Олимпийских играх в Рио-де-Жанейро. Вместе с напарником Якубом Подразилом стартовал в программе безрульных двоек — сумел квалифицироваться в утешительный финал В и расположился в итоговом протоколе соревнований на седьмой строке.
После Олимпиады в Рио Гелешиц остался действующим спортсменом на ещё один олимпийский цикл и продолжил принимать участие в крупнейших международных регатах. Так, в 2017 году в двойках без рулевого он был четвёртым на домашнем чемпионате Европы в Рачице и восьмым на чемпионате мира в Сарасоте.
В 2018 году в безрульных двойках показал седьмой результат на чемпионате мира в Пловдиве.
В 2019 году в той же дисциплине стал пятым на чемпионате Европы в Люцерне, занял 21-е место на чемпионате мира в Оттенсхайме.